# Vése
Vése es un pueblo ubicado en el distrito de Marcali, en el condado de Somogy, Hungría.

## Superficie
Posee una superficie de 42,92 kilómetros cuadrados.

## Demografía
Hasta 2019 la población era de 725 habitantes, con una densidad de población de 16,89 habitantes por kilómetro cuadrado.